# Libertad religiosa en Afganistán
La "Libertad religiosa en Afganistán" ha cambiado en los últimos años porque el actual gobierno de Afganistán solo ha estado en vigor desde 2002, tras la  invasión que desplazó al antiguo gobierno talibán. La Constitución de Afganistán está fechada el 23 de enero de 2004, y su mandato inicial de tres artículos:
1. Afganistán será una República Islámica, un estado independiente, unitario e indivisible.
2. La religión sagrada del Islam será la religión de la República Islámica de Afganistán. Los seguidores de otras religiones serán libres dentro de los límites de la ley en el ejercicio y cumplimiento de sus derechos religiosos.
3. Ninguna ley contravendrá los principios y disposiciones de la religión sagrada del Islam en Afganistán.

El artículo siete de la constitución compromete al estado a acatar la Declaración Universal de Derechos Humanos y otros tratados y convenciones internacionales de los que el país es parte.
Los artículos 18 y 19 de la Declaración Universal de Derechos Humanos, en conjunto, declaran efectivamente que es un derecho humano universal participar en el proselitismo religioso.
En el pasado, pequeñas comunidades de hindús, sijs, judíos y cristianos han vivido en el país, sin embargo, la mayoría de los miembros de estas comunidades se han abandonado el país sobre todo entre los años 1996 y 2001. Incluso en su apogeo, estas minorías no musulmanas constituían solo el uno por ciento de la población. Casi todos los miembros de la pequeña población hindú y sij del país, que alguna vez fueron unos 50.000, emigraron o se refugiaron en el extranjero. Los no musulmanes como los hindúes y los sijs ahora solo se cuentan por cientos, a menudo trabajando como comerciantes. Los pocos cristianos y judíos que viven en el país son en su mayoría extranjeros que se encuentran en el país para llevar a cabo tareas de ayuda en diferentes ONGs extranjeras.

## Historia
Los talibanes impusieron su interpretación de la ley islámica, estableciendo para ello un "Ministerio para la Propagación de la Virtud y la Prevención del Vicio" con fines de controlar y aplicar la ley. Una de las tareas del Ministerio era operar un cuerpo de policía religiosa que aplicara edictos sobre el código de vestimenta, el empleo, el acceso a la atención médica, el comportamiento, la práctica religiosa y la expresión. Las personas que violaron un edicto a menudo fueron objeto de castigos sumarios, aplicados en el acto, que incluyeron palizas y detenciones.
Los talibanes persiguieron a miembros de otras sectas islámicas, así como a los no musulmanes. Tradicionalmente, el islam sunita de la escuela de jurisprudencia de Hanafi ha sido la forma dominante de Islam en Afganistán. Esta escuela cuenta a los talibanes entre sus seguidores. La madrassa (escuela religiosa) Deobandi, cerca de Delhi, India, ha sido una fuente de influencia para estos sunitas durante aproximadamente 200 años. La mayoría de los líderes talibanes asistieron a seminarios influenciados por Deobandi en Pakistán. La escuela Deoband ha buscado durante mucho tiempo "purificar" el islam descartando interpretaciones supuestamente no islámicas de la fe y enfatizando los modelos establecidos en el Corán y Hadiz. Los estudiosos de Deobandi a menudo se han opuesto a lo que perciben como influencias occidentales. Gran parte de la población se adhiere al sunismo de Hanafi influenciado por Deobandi, pero una minoría considerable se adhiere a una versión más mística del sunnismo de Hanafi, generalmente conocida como sufismo. El sufismo se centra en órdenes o hermandades que siguen a líderes religiosos carismáticos.
Los chiitas, bajo los talibanes, se encontraban entre los grupos económicamente más desfavorecidos del país. Un grupo étnico conocido como Hazara y también los Tayicos es predominantemente musulmán chiita. También hay un pequeño número de Ismailis que viven en las partes central y norte del país. Los ismaelitas son musulmanes chiitas, pero considera a los Aga Khan su líder espiritual.

## Libertad de expresión, incluso en asuntos religiosos
En marzo de 2015, una mujer afgana de 27 años  fue asesinada por una mafia en Kabul por acusaciones falsas de quemar una copia del Corán. El crimen fue instigado presuntamente por un grupo de mulás fuera de una mezquita chiita céntrica de la capital afgana, que mintieron acusando a la mujer de quemar una copia del Corán luego que ella les acusó de vender amuletos. Las investigaciones policiales revelaron que no quemó nada.
Los talibanes prohibieron la libertad de expresión sobre temas religiosos o discusiones que desafían los puntos de vista musulmanes sunitas ortodoxos. La publicación y distribución de literatura de cualquier tipo, incluido material religioso, era rara. En 1998 se prohibieron los televisores, los videocasetes, los casete y las antenas parabólicas para hacer cumplir la prohibición. Sin embargo, informes posteriores indicaron que muchas personas en áreas urbanas de todo el país continuaron siendo dueños de dichos dispositivos electrónicos a pesar de la prohibición. Los talibanes continúan prohibiendo la música, el cine y la televisión por motivos religiosos en áreas que conservaron.

## Discriminación religiosa

### Discriminación contra los no musulmanes
Según Human Rights Watch, en septiembre de 1998, los talibanes emitieron decretos que prohibían a los no musulmanes construir lugares de culto, pero les permitían adorar en lugares sagrados existentes, prohibían a los no musulmanes criticar a los musulmanes, ordenó a los no musulmanes que identifiquen sus casas colocando un paño amarillo en los tejados, prohibieron a los no musulmanes vivir en la misma residencia que los musulmanes y exigieron que las mujeres no musulmanas usen un vestido amarillo con una marca especial para que los musulmanes puedan conservar su distancia.
La constitución limita los derechos políticos de los no musulmanes de Afganistán, y solo los musulmanes pueden convertirse en Presidente del país.

### Discriminación contra los sijs
En mayo de 2001, según informes noticiosos, los talibanes consideraron un edicto que requería que los sijs usaran insignias de identificación en su ropa. El 23 de mayo de 2001, la radio talibán anunció que el edicto fue aprobado por funcionarios religiosos. Sin embargo, según los informes, Mullah Omar no firmó el edicto y los talibanes no lo implementaron. El reclamo talibán fue que el edicto propuesto protegería a los ciudadanos sijs del acoso por parte de miembros de la policía religiosa. Los observadores internacionales consideraron el edicto propuesto como parte de los esfuerzos de los talibanes para segregar y aislar a los ciudadanos no musulmanes, y para alentar una mayor emigración sij. Según los informes, la reacción de los ciudadanos sij oscilaba entre la indiferencia y la indignación.

### Discriminación contra los musulmanes chiitas hazaras
La represión por parte de los talibanes del grupo étnico Hazara, predominantemente chiitas, fue particularmente severa. Aunque el conflicto entre los hazaras y los talibanes fue político y militar, así como religioso, y no es posible afirmar con certeza que los talibanes participaron en su campaña contra los chiitas únicamente por sus creencias religiosas, la afiliación religiosa de los hazaras aparentemente fueron un factor significativo que condujo a su represión.
Los talibanes han sido acusados de cometer asesinatos en masa de los hazaras, particularmente en el norte. Se ha afirmado que los talibanes masacraron a miles de civiles y prisioneros durante y después de la captura de Mazar-i-Sharif en agosto de 1998. Según los informes, esta masacre estaba dirigida a la etnia Hazara. En septiembre de 1998, aproximadamente 500 personas fueron asesinadas cuando los talibanes tomaron el control de la ciudad de Bamiyan. Los hazaras recuperaron el control de Bamiyan en abril de 1999 luego de una prolongada guerra de guerrillas, sin embargo, los talibanes recapturaron nuevamente Bamiyan en mayo de 1999 y, según los informes, mataron a varios residentes.
En enero de 2001, varias ONGs informaron que los talibanes masacraron a varios cientos de civiles chiitas en Yakawlang en el centro del país. Según los informes, la masacre ocurrió después de que los talibanes recapturaron el área de las fuerzas de oposición. Según testigos entrevistados por Human Rights Watch, después de que los talibanes recapturaron el área, reunieron a las víctimas de las aldeas circundantes y las dispararon o apuñalaron con bayonetas en el centro de la ciudad.
Además de los reclamos de genocidio, hay reclamos de  expulsión forzada de hazaras y tayikos de áreas controladas o conquistadas por los talibanes, así como el acoso de estas minorías en todas las áreas controladas por los talibanes.

## Libertad para hacer proselitismo
A un pequeño número de grupos extranjeros cristianos se les permitió en el país proporcionar asistencia humanitaria, sin embargo, los talibanes les prohibieron hacer proselitismo. Un decreto de junio de 2001 declaró que el proselitismo por parte de no musulmanes era castigable con la muerte o la deportación en el caso de extranjeros. Posteriormente, los funcionarios talibanes declararon que el decreto era solo una pauta.
El 3 de agosto de 2001, los talibanes arrestaron a Dayna Curry y Heather Mercer junto con otras 22 personas por su trabajo con Shelter Now, una organización de ayuda cristiana con sede en Alemania. Los talibanes también confiscaron Biblias y videos y cintas de audio de los miembros del grupo. Los trabajadores fueron juzgados por violar la prohibición talibán contra el proselitismo. El 15 de noviembre de 2001, Dayna Curry y Heather Mercer fueron liberadas por las fuerzas Operación Libertad Duradera, después de que los talibanes huyeron de Kabul.

## Libertad para practicar una religión
La oración era obligatoria para todos, y los que no se encontraban orando en los horarios señalados o que llegaban tarde a la oración eran castigados, a menudo con fuertes palizas. Hubo informes en 1998 de que miembros del Ministerio en Kabul detuvieron a personas en la calle y exigieron que recitaran varias oraciones coránicas para determinar el alcance de su conocimiento religioso.

## Destrucción de estatuas de Buda

Lugar de una de las estatuas después de su destrucción

En marzo de 2001, los talibanes destruyeron los Budas de Bāmiyān dos estatuas preislámicas gigantes, talladas en acantilados en la Provincia de Bamiyán, con el argumento de que las estatuas eran idólatras.  Los talibanes destruyeron las estatuas a pesar de los llamamientos de Naciones Unidas, las ONG internacionales y la comunidad internacional, incluidos muchos países musulmanes, para preservar las estatuas de hace dos mil años.